# بطن زورقي
البطن الزورقي (بالإنجليزية: Boat-shaped abdomen) هو المصطلح المستخدم لوصف الحالة التي يظهر فيها البطن غائرًا أو غاطسًا إلى داخل الجسد. في هذه الحالة، تبرز البنى العظمية لجدار الصدر والحوض مقارنة بجدار البطن. تعود أسباب هذه الحالة إلى تقلص في عضلات البطن، أو ببساطة إلى فراغ أو نقص في محتويات التجويف البطني الحوضي. يعد شكل البطن الزورقي من أعراض أمراض عديدة مثل التهاب السحايا المزمن، أو الكوليرا، أو التسمم بالرصاص. أما عند الرضع، فقد يدل البطن الزورقي على فتق الحجاب الحاجز الخلقي. كما يمكن أن يُشير عند الأطفال المصابين بالتهاب المعدة والأمعاء إلى تفاقم التجفاف.